# Hufeisenlemma
Das Hufeisenlemma gehört zu den Grundlagen der homologischen Algebra. Es besagt, dass die drei Moduln in einer kurzen exakten Sequenz so aufgelöst werden können (projektiv oder injektiv), dass eine kurze exakte Folge von Auflösungen entsteht.
Das Ergebnis kommt – allerdings ohne Namen – bereits 1956 im Buch von Cartan und Eilenberg vor.

## Das Lemma
Sei {\displaystyle 0\rightarrow L\,{\xrightarrow {f}}\,M\,{\xrightarrow {g}}N\rightarrow 0} eine kurze exakte Folge von Moduln, oder allgemeiner von Objekten in einer abelschen Kategorie {\displaystyle {\mathcal {A}}}. Seien {\displaystyle P_{*}^{L}\,{\xrightarrow {\varepsilon ^{L}}}\,L} und {\displaystyle P_{*}^{N}\,{\xrightarrow {\varepsilon ^{N}}}\,N} projektive Auflösungen. Dann gibt es eine projektive Auflösung {\displaystyle P_{*}^{M}\,{\xrightarrow {\varepsilon ^{M}}}\,M} und Kettenhomomorphismen {\displaystyle P_{*}^{L}\,{\xrightarrow {f_{*}}}\,P_{*}^{M}\,{\xrightarrow {g_{*}}}\,P_{*}^{N}} derart, dass
1. {\displaystyle 0\rightarrow P_{*}^{L}\,{\xrightarrow {f_{*}}}\,P_{*}^{M}\,{\xrightarrow {g_{*}}}\,P_{*}^{N}\rightarrow 0} ist eine kurze exakte Folge von Kettenkomplexen. Das heißt, in jedem Grad ist {\displaystyle 0\rightarrow P_{n}^{L}\,{\xrightarrow {f_{n}}}\,P_{n}^{M}\,{\xrightarrow {g_{n}}}\,P_{n}^{N}\rightarrow 0} eine – aufgrund der Projektivität von {\displaystyle P_{n}^{N}} notwendigerweise zerfallende – kurze exakte Sequenz.
2. Das resultierende Diagram
Das resultierende Diagramm
kommutiert. Das heißt, es ist {\displaystyle f\circ \varepsilon ^{L}=\varepsilon ^{M}\circ f_{0}} und {\displaystyle g\circ \varepsilon ^{M}=\varepsilon ^{N}\circ g_{0}}.

Die entsprechende Aussage für injektive Auflösungen gilt auch.

### Zum Namen

Das „Hufeisen“ (injektiver Fall)

Die Input-Daten ähneln einem Hufeisen, das Lemma füllt das Hufeisen aus.

## Anwendungen
- Es gibt zwei Wege, den Begriff abgeleiteter Funktor zu definieren. Der Beweis, dass diese beide Wege äquivalent sind, benutzt das Hufeisenlemma und das Schlangenlemma. Die beiden Wege:
  1. Konstruktion über eine projektive bzw. injektive Auflösung.
  2. Charakterisierung als ein universeller δ-Funktor.
- Das Hufeisenlemma erlaubt auch die Konstruktion von Cartan–Eilenberg-Auflösungen.